# Metarhizium anisopliae
A Metarhizium anisopliae a Sordariomycetes osztályának a Hypocreales rendjébe, ezen belül a Clavicipitaceae családjába tartozó faj.
A Metarhizium nemzetség típusfaja.

## Tudnivalók
A Metarhizium anisopliae világszerte megtalálható. A talajban nővő gomba, rovarokon élősködik. Az élősködő gomba egyik leírója, Ilya Ilyich Mechnikov, arról a bogárról adta a nevét, amelyen először észrevette, vagyis az Anisoplia austriaca nevű bogárról. Ez az élőlény a konídiumos gombák csoportjába tartozik, és ivartalan szaporodás által szaporodik.
E gombafaj egyes változatait, manapság faji szintre emeltek, például a Metarhizium majust és a Metarhizium acridumot, az utóbbi M. anisopliae var. acridum néven volt ismert, és a sáskák állományainak csökkentésére használja fel az ember. A Metarhizium taii-t korábban a M. anisopliae var. anisopliae-ba helyezték, de ma már a Metarhizium guizhouense szinonimájának tekintik.

## Felhasználása
Ez a gombafaj környezetbarát rovarirtó. Több mint 200 rovarfajt, főleg termeszeket képes megfertőzni és -ölni. Továbbá rojtosszárnyúak és maláriaszúnyogok ellen is jó. Az eddigi megfigyelések szerint, a Metarhizium anisopliae csak a rovarokat pusztítja el, az emberre nem káros. Ott, ahol el akarják pusztítani a rovarokat, spórákat helyeznek el.

## Fordítás
- Ez a szócikk részben vagy egészben  a   Metarhizium anisopliae című angol Wikipédia-szócikk ezen változatának fordításán alapul.  Az eredeti cikk szerkesztőit annak laptörténete sorolja fel. Ez a jelzés csupán a megfogalmazás eredetét és a szerzői jogokat jelzi, nem szolgál a cikkben szereplő információk forrásmegjelöléseként.